# La Colonne (bande dessinée)
Pour les articles homonymes, voir La Colonne.
La Colonne est le quatorzième tome de la série de bande dessinée Lefranc écrit par Jacques Martin et dessiné par Christophe Simon, édité en 2001 par Casterman.

## Résumé
La richissime Barbara Trelaunay propose une enveloppe de cent mille dollars à Lefranc pour partir au Cambodge afin de rechercher son fils Joachim, parti dans la jungle faire des croquis des temples Khmers, qui serait dorénavant l'objet de menaces d'enlèvement. Lefranc accepte cette mission mais c'est en fait une machination afin d'éliminer le jeune Joachim. Lefranc après un long trajet de Bangkok au nord du Cambodge se retrouve à la merci d'un esclavagiste aux ordres de Barbara et ne devra sa liberté qu'à son ennemi de toujours.

## Personnages
- Guy Lefranc
- Lou Yeng
- Xaï
- Axel Borg
- Barbara Trelaunay
- Joachim Trelaunay
- John Farfax
- Le colonel Bong